# Niederländische Badmintonmeisterschaft 1977

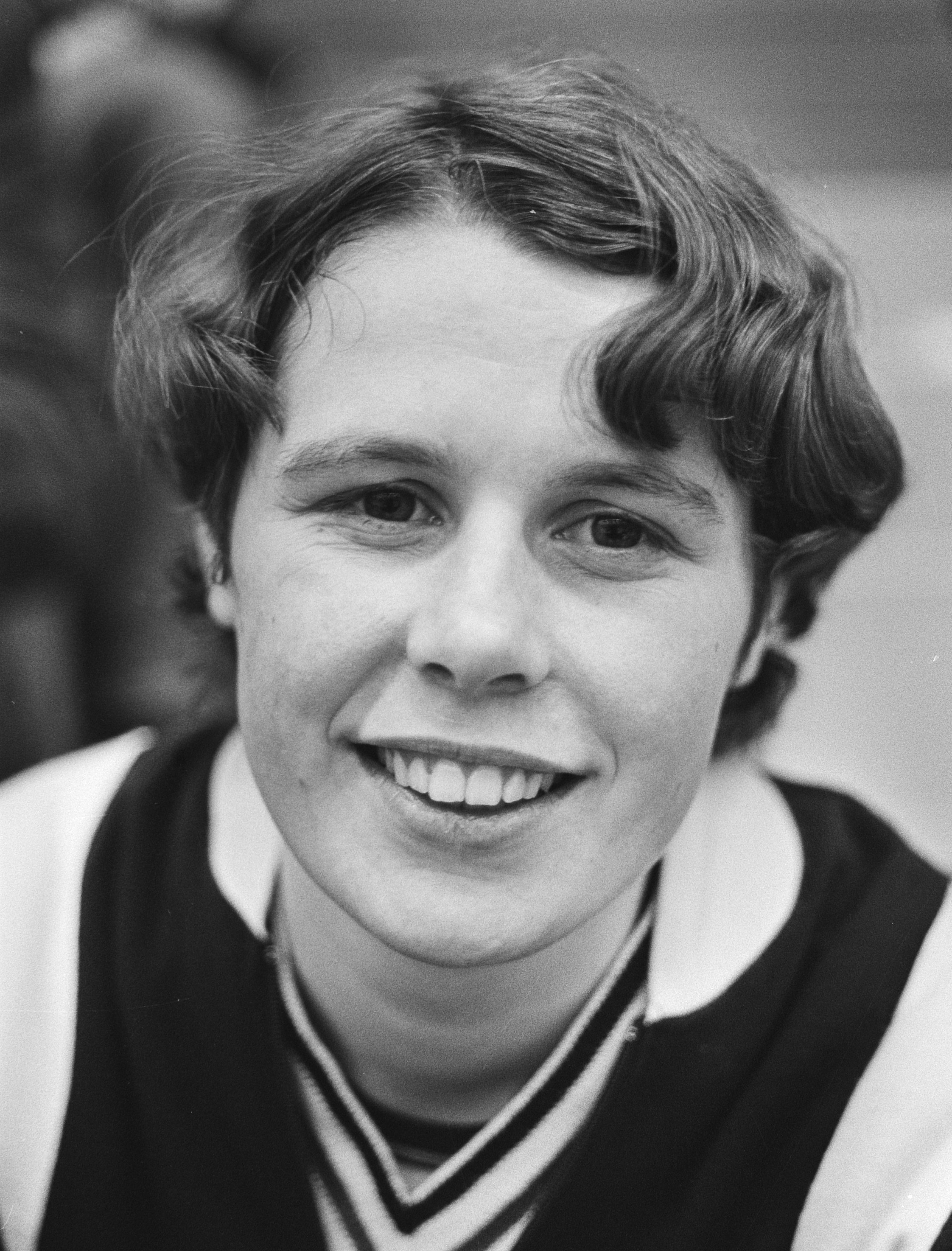
Joke van Beusekom

Die Niederländische Badmintonmeisterschaft 1977 war die 36. Austragung der nationalen Titelkämpfe im Badminton in den Niederlanden. Sie wurde bereits am 11. und 12. Dezember 1976 ausgespielt.

## Sieger und Finalisten
| Disziplin    | Gold                             | Silber                            |
| ------------ | -------------------------------- | --------------------------------- |
| Herreneinzel | Rob Ridder                       | Guus van der Vlugt                |
| Dameneinzel  | Joke van Beusekom                | Marjan Luesken                    |
| Herrendoppel | Rob Ridder Piet Ridder           | Herman Leidelmeijer Guus de Vogel |
| Damendoppel  | Joke van Beusekom Marjan Luesken | Maureen Oskam Hanke de Kort       |
| Mixed        | Rob Ridder Marjan Luesken        | Herman Leidelmeijer Hanke de Kort |